# Ilá Orangum

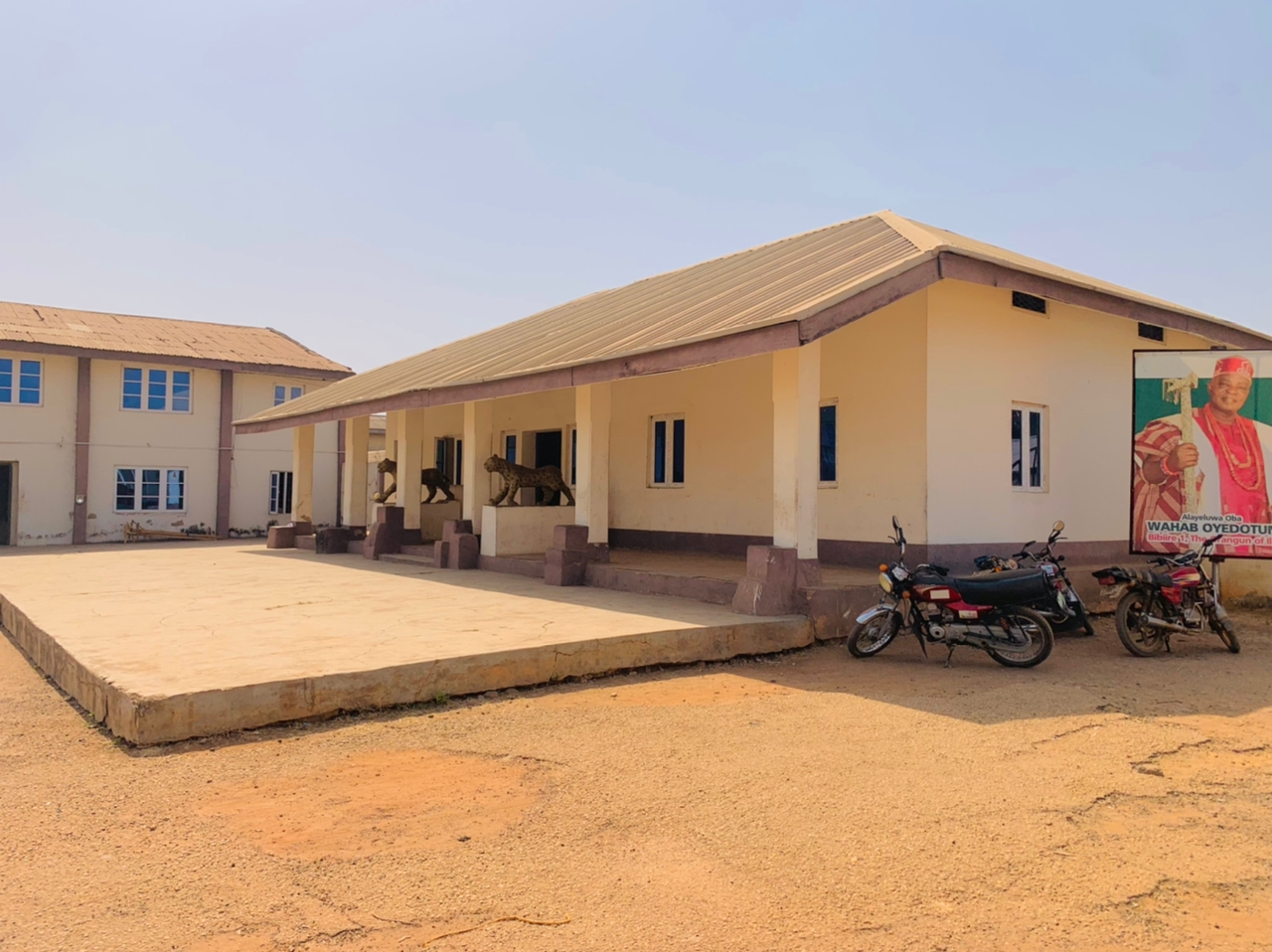
Palácio Orangun - Ila Eekun

Ilá Orangum (em iorubá: Ìlá Òràngún) é uma antiga cidade no estado de Oxum, na Nigéria, que foi capital de uma antiga cidade-estado de mesmo nome em Igbomina, na área de Yorubaland, no sudoeste da Nigéria. Ilá Orangum é a cidade-irmã mais populosa (e reino-irmão) de Oquê-Ilá Orangum, localizada a cerca de 12km para nordeste. A população de Ilá Orangum é de 179.192.

## Aspectos gerais
É a sede da Área de Governo Local de Ila. Além de Ilá Orangum, as outras cidades e vilas na área de governo local de Ilá incluem Abalagemô, Abá Ododô, Ajabá, Alabedê, Aietorô Obaarô, Edemosi, Ejibó-Orangum, Gaa Fulani, Oi Aiegunlé e assim por diante.
O povo de Ila fala o dialeto distintivo da língua iorubá, chamado Igbomina (ou Igbonna). Uma profissão tradicional comum aos indígenas do município é a extração do vinho de palma. Esta profissão é referenciada em uma das canções mais populares e ditos comuns sobre a cidade de Ila. O provérbio Ila 'o l'oogun, emu l'oogun Ila significa "Ila não tem nenhum remédio especial ou preparações mágicas além do vinho de palma". Uma canção folclórica também diz "Ila ni mi, ise mi o le/ti mo ba wa l'orun ope bi 'ofusia' ni i ri", que se traduz como "Sou um cidadão de Ila, minha profissão é muito fácil; se estou em cima de uma palmeira, sinto que estou no andar de cima de um prédio de vários andares."
Ila-Orangun é a sede da Faculdade Estadual de Educação de Oió (agora Oxum). A Biblioteca de Pesquisa do Patrimônio Africano foi criada em 1988.
A antiga cidade também tem uma Escola Móvel de Treinamento da Polícia.

## Cidadãos proeminentes
Os proeminentes indígenas de Ilá Orangum incluem Alhaji Adebisi Akande, ex-governador do estado de Oxum, Tafa Balogun, ex-IGP da Nigéria, capitão do grupo Atolagbe Adediji, porta-voz pioneiro da força aérea nigeriana, Aisha Olajide, entre outros. Entre os filhos proeminentes da cidade estão o chefe Bisi Akande, ex-governador do estado de Oxum, durante o primeiro mandato do chefe Olusegun Obasanjo, Tafa Balogun, ex-inspetor geral da força policial nigeriana e muitos profissionais da ciência, das artes e da academia.